# Beata Kępińska
Beata Kępińska (ur. 1951 w Łodzi) – polska pisarka, poetka, autorka literatury obyczajowej i nauczycielka.

## Życiorys
W Łodzi uczyła się w latach 1965–1967 w IX Liceum Ogólnokształcącym, jednakże kończąc naukę w VII Liceum Ogólnokształcącym im. Stefanii Sempołowskiej. Ukończyła filologię polską na Uniwersytecie Łódzkim (1975), następnie pracowała m.in. jako bibliotekarka, reporterka i kosmetyczka. Jest autorką powieści obyczajowych wydawanych przez Zysk i S-ka. Przez kilka lat mieszkała w Johannesburgu, gdzie uczyła języka polskiego. Pobyt w RPA stanowił inspirację niektórych z jej książek. Należy do Związku Literatów Polskich.
Mieszka w Baszowicach (gmina Nowa Słupia).

## Publikacje

### Powieści
- Sielsko i diabelsko, Zysk i S-ka, 2011, ISBN 978-83-7506-843-6
- Zaradna, Zysk i S-ka, 2012, ISBN 978-83-7785-054-1
- Taniec z czarownicą, Zysk i S-ka, 2014, ISBN 978-83-7785-385-6
- Piekło niebo, Zysk i S-ka, 2016, ISBN 978-83-7785-888-2

### Poezja
- Schwytać czas, Oficyna Wydawnicza Ston 2, 2014, ISBN 978-83-7273-921-6
- Szal ze słów: serio i żartem, Oficyna Wydawnicza Ston 2, 2016, ISBN 978-83-7273-853-0
- Być liściem, Wydawnictwo Signo, 2018, ISBN 978-83-60874-84-4

## Wyróżnienia
- III nagroda na II Festiwalu Literatury Kobiet w Siedlcach (2012)[6]